# Себіш
Себіш (рум. Sebiș) — місто у повіті Арад в Румунії. Адміністративно місту підпорядковані такі села (дані про населення за 2002 рік):
- Дончень (186 осіб)
- Прунішор (596 осіб)
- Сележень (202 особи)

Місто розташоване на відстані 377 км на північний захід від Бухареста, 66 км на схід від Арада, 121 км на захід від Клуж-Напоки, 97 км на північний схід від Тімішоари.

## Населення
За даними перепису населення 2002 року у місті проживали 6327 осіб.
Національний склад населення міста:
| Національність | Кількість осіб | Відсоток |
| -------------- | -------------- | -------- |
| румуни         | 5761           | 91,1%    |
| цигани         | 342            | 5,4%     |
| угорці         | 186            | 2,9%     |
| італійці       | 16             | 0,3%     |
| німці          | 10             | 0,2%     |
| словаки        | 4              | 0,1%     |
| серби          | 3              | < 0,1%   |
| турки          | 2              | < 0,1%   |
| хорвати        | 1              | < 0,1%   |
| євреї          | 1              | < 0,1%   |
| чехи           | 1              | < 0,1%   |

Рідною мовою назвали:
| Мова       | Кількість осіб | Відсоток |
| ---------- | -------------- | -------- |
| румунська  | 5915           | 93,5%    |
| угорська   | 205            | 3,2%     |
| циганська  | 183            | 2,9%     |
| італійська | 8              | 0,1%     |
| німецька   | 5              | 0,1%     |
| словацька  | 4              | 0,1%     |
| турецька   | 3              | < 0,1%   |
| сербська   | 2              | < 0,1%   |
| хорватська | 1              | < 0,1%   |
| чеська     | 1              | < 0,1%   |

Склад населення міста за віросповіданням:
| Релігія                                       | Кількість осіб | Відсоток |
| --------------------------------------------- | -------------- | -------- |
| православні                                   | 4591           | 72,6%    |
| п'ятдесятники                                 | 842            | 13,3%    |
| баптисти                                      | 608            | 9,6%     |
| римо-католики                                 | 133            | 2,1%     |
| реформати                                     | 95             | 1,5%     |
| адвентисти                                    | 20             | 0,3%     |
| греко-католики                                | 12             | 0,2%     |
| юдеї                                          | 6              | 0,1%     |
| лютерани (Синодально-пресвітеріанська церква) | 3              | < 0,1%   |
| не релігійні                                  | 3              | < 0,1%   |
| мусульмани                                    | 2              | < 0,1%   |
| лютерани (Аугсбурзького сповідання)           | 2              | < 0,1%   |
| атеїсти                                       | 2              | < 0,1%   |
| лютерани                                      | 1              | < 0,1%   |
| не вказали релігію                            | 4              | 0,1%     |

## Зовнішні посилання
- Дані про місто Себіш на сайті Ghidul Primăriilor